# Mô men lực
Moment lực là một đại lượng trong vật lý, thể hiện tác động gây ra sự quay quanh một điểm hoặc một trục của một vật thể. Nó là khái niệm mở rộng cho chuyển động quay từ khái niệm lực trong chuyển động thẳng.
Biểu thức moment lực:
{\displaystyle {\vec {M}}={{\vec {d}}\times {\vec {F}}}}
Trong đó:
- M: Moment (mô men) lực (Đơn vị: N.m)
- F: lực tác dụng (N)
- d: vector khoảng cách từ tâm quay đến giá của lực F gọi là cánh tay đòn của lực F

## Khái niệm cánh tay đòn
Là một đặc điểm về khoảng cách, là chìa khóa hoạt động của đòn bẩy, ròng rọc, bánh răng và đa số các bộ máy cơ bản có khả năng tạo ra các mô hình cơ học nâng cao.
Moment lực được đưa ra từ khi Archimedes khám phá ra nguyên lý hoạt động của đòn bẩy. Trong một đòn bẩy, Archimedes thấy rằng độ lớn của khả năng tác động lực tỷ lệ thuận với độ lớn của lực và đồng thời tỷ lệ thuận với khoảng cách từ điểm tác dụng lực tới tâm quay (cánh tay đòn).
Trong chuyển động quay của vật thể rắn, nếu không có moment lực tác động lên vật, moment động lượng của vật thể sẽ không thay đổi theo thời gian. Khi có moment lực, M, moment  động lượng, L, thay đổi theo phương trình tương tự như định luật 2 Newton:
{\displaystyle {\vec {M}}={d{\vec {L}} \over dt}}
Nếu moment quán tính của vật thể không thay đổi, phương trình trên trở thành:
{\displaystyle {\vec {M}}=I{d{\vec {\omega }} \over dt}}
đối với một điểm tựa, tổng các mô men (moment) lực của các lực quay theo chiều kim đồng hồ bằng tổng các mô men (moment) lực của các lực quay ngược chiều kim đồng hồ
Với ω là vận tốc góc của chuyển động quay của vật, {\displaystyle {d{\vec {\omega }} \over dt}} có thể coi là gia tốc góc của vật thể.
Đối với vật thể quay,ta có công thức tính mô men (moment): M=I*B; với B: gia tốc góc; I: moment quán tính.

## Điều kiện cân bằng của vật rắn có trục quay cố định (còn gọi là quy tắc mô men (moment))
Vật rắn có trục quay cố định nằm cân bằng khi tổng mô men (moment) lực làm vật quay theo chiều kim đồng hồ bằng tổng mô men (moment) lực có tác dụng làm vật quay ngược chiều kim đồng hồ.

## Momen của ngẫu lực
{\displaystyle M={F_{1}}{d_{1}}+{F_{2}}{d_{2}}=F({d_{1}}+{d_{2}})=F.d}
Trong đó
- M: moment của ngẫu lực (N.m)
- F: lực tác dụng
- d: cánh tay đòn của ngẫu lực.